# Casignana
Casignana est une commune italienne de la province de Reggio de Calabre, dans la région Calabre.

## Histoire
- La villa romaine de Casignana découverte en 1973.

## Administration
| Période                                  | Période | Identité | Étiquette | Qualité |
| ---------------------------------------- | ------- | -------- | --------- | ------- |
|                                          |         |          |           |         |
| Les données manquantes sont à compléter. |         |          |           |         |

### Communes limitrophes
Bianco, Bovalino, Caraffa del Bianco, San Luca, Sant'Agata del Bianco.